# تیا (شاهدخت)
تیا (انگلیسی: Tia) شاهدخت و زنی نجیب اهل مصر باستان در دوران حکمرانی دودمان نوزدهم مصر بود.

## خانواده
تیا دختر فرعون ستی یکم و ملکه تویا و خواهر بزرگتر رامسس دوم بود. وجود او تنها در بناهای تاریخی مربوط به دوران سلطنت رامسس گواهی شده است.
تیا با یک مقام رسمی که او نیز تیا نامیده می‌شد ازدواج کرد. این زوج دو دختر به نام‌های موت‌متجنفر و دختری دیگر که نامش نامعلوم است، داشتند. این دو دختر در مقبره والدینشان در سقاره به تصویر کشیده شدند.

## زندگی
او قبل از اینکه پدربزرگش پارامسو (بعدها ملقب به رامسس یکم) به تخت سلطنت برسد، در دوران سلطنت حورمحب در خانواده ای غیر سلطنتی به دنیا آمد. این احتمال وجود دارد که او به احترام مادربزرگش که به سیت‌رع معروف است، نامگذاری شده باشد، اما می‌تواند با زنی به نام تیا، که مادر سیت‌رع نامگذاری شده است، یکسان باشد. تنها خواهر و برادر شناخته شده او فرعون رامسس دوم است. یک شاهزاده خانم جوانتر به نام حنوت‌می‌رع، یا خواهر یا خواهرزاده او بوده است.
از آنجایی که او به عنوان یک شاهدخت متولد نشده است، او یکی از معدود شاهدخت‌ها در طول تاریخ مصر است که بیرون از خانواده سلطنتی ازدواج کرده است. شوهر او که یک کاتب سلطنتی بود نیز تیا نام داشت و فرزند یک مقام عالی‌رتبه به نام آمون‌واهسو بود. تیا، پسر آمونواهسو آموزگار رامسس بود، و مناصب مهمی را بعداً در دوران سلطنت خود داشت، او ناظر خزانه‌ها و ناظر گلهٔ احشام آمون بود. شاهدخت تیا، مانند سایر بانوان نجیب‌زاده، القابی داشت که نشان می‌دهد او در مراسم مذهبی شرکت می‌کرد (خنیاگر حاثور، خنیاگر خدای رع هلیوپلیس، خواننده بزرگ آمون جل جلاله).
تیا و شوهرش تیا به همراه ملکه تویا روی یک بلوک سنگی به تصویر کشیده شده‌اند (این اثر اکنون در موزه سلطنتی انتاریو در تورنتو به نمایش گذاشته شده است). بلوک سنگی دیگری که اکنون در شیکاگو است، تیا (شوهر) را به همراه پدرش آمون‌واهسو، فرعون ستی یکم و رامسس دوم به عنوان ولیعهد نشان می‌دهد.

## مرگ و تدفین
زوج تیا و تیا در سقاره به خاک سپرده شدند. این مقبره نزدیک به حورمحب ساخته شد و توسط جافری تی. مارتین حفاری شد.